# Pisac
Pisac je osoba koja se profesionalno ili amaterski bavi pisanjem.
U hrvatskom jeziku se često ovaj pojam koristi kao sinonim za književnika.
U užem smislu pisac je osoba koja piše neknjiževne, znanstvene radove.
Spisatelj je osoba koja stvara u vidu određene žanrovske književnosti (znanstvena fantastika, dječja književnost i sl.)